# Iguanodontidae
Los iguanodóntidos (Iguanodontidae) son una familia de dinosaurios ornitópodos iguanodontianos, que vivieron durante el Cretácico inferior, en lo que hoy es Asia, Europa, África y Norteamérica.

## Descripción
Los iguanodóntidos son formas transicionales que presentan una variada cantidad de caracteres avanzados. Entre ellos se encuentran tendones osificados en la columna vertebral, la pérdida del hueso premaxilar, una batería de dientes, fusión de los huesos de la cadera y placa ósea esternal. Alternaban entre una locomoción bípeda y cuadrúpeda. El pulgar en algunas especies se transformó en púas y el dedo meñique era usado para tomar a las plantas. El resto de los dedos se transformó en cascos para la locomoción.

## Sistemática
Iguanodontidae se define como el clado más inclusivo que contiene al Iguanodon bernissartensis (Boulenger, 1881) pero no al Parasaurolophus walkieri (Parks, 1922). Este grupo se considera como parafilético y ha caído en desuso entre los paleontólogos, ya que corresponde a un conjunto de géneros de ornitópodos emparentados en distinto grado con los hadrosáuridos, prefiriéndose en cambio el uso de términos sin rango de familia como Iguanodontia o Ankylopollexia.

### Taxonomía
- Familia Iguanodontidae
  - Iguanodon
  - Mantellisaurus
  - Ouranosaurus
  - Altirhinus
  - Eolambia
  - Fukuisaurus
  - Protohadros
  - Probactrosaurus
  - Nanyangosaurus
  - Shuangmiaosaurus

- Iguanodontidae incertae sedis
  - Cedrorestes
  - Equijubus
  - Jinzhousaurus
  - Lanzhousaurus
  - Lurdusaurus
  - Penelopognathus